# Stilbus zotti
Stilbus zotti is een keversoort uit de familie glanzende bloemkevers (Phalacridae). De wetenschappelijke naam van de soort werd in 2003 gepubliceerd door Švec.